# Kostel svatého Havla (Tuchlovice)
Kostel svatého Havla opata v Tuchlovicích je římskokatolický filiální kostel spravovaný z farnosti Smečno. Kostel se nachází naproti obecnímu úřadu na návsi obce Tuchlovice u hlavní silnice spojující Nové Strašecí s Kamennými Žehrovicemi v okrese Kladno ve Středočeském kraji.

## Historie

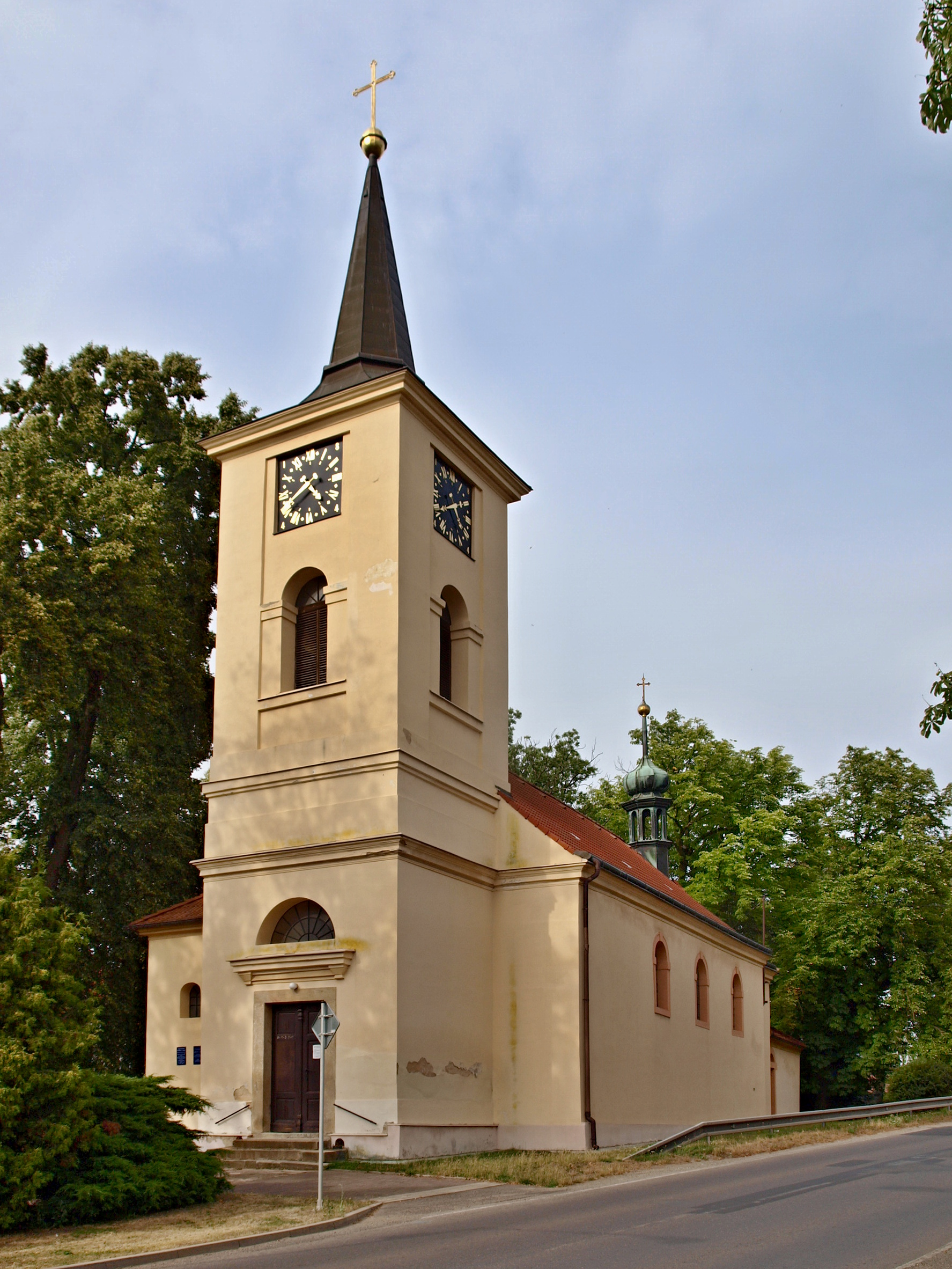
Tuchlovický kostel sv. Havla

Kostel sv. Havla opata je jednolodní původně gotický z doby kolem roku 1330, z něhož se dodnes dochoval pouze presbytář s křížovou klenbou. Původně byl kostel spojen se hřbitovem, který byl zrušen v době reforem císaře Josefa II. v roce 1790.
Kostel prošel mnoha přestavbami a úpravami. Nejvýznamnější barokizující přestavba proběhla v letech 1840–1844, kdy byla přistavěna 27 metrů vysoká věž nad vstupním portálem, která je dominantou kostela.
Současná podoba kostela je z přestavby roku 1890, kdy byla prodloužena sakristie.
V průběhu 20. století objekt zchátral a bylo nutné provést záchranné práce, proto v letech 2000–2002 proběhla celková rekonstrukce podle projektu Ing. Otakara Hrdličky.
Tuchlovický kostel svatého Havla byl do 31. prosince 2008 farním, poté byl přifařen jako filiální ke smečenské farnosti.

## Popis
Interiér kostela je zařízen většinou novogotickým mobiliářem z 19. století, ale lavice jsou rokokové. Je zde cínová křtitelnice z konce 18. století. Hlavní oltář z roku 1866 od Jana Kaury sem byl převezen z kaple svatého Jana Křtitele v Ledcích. Boční oltáře z roku 1893 jsou od Františka Krejčíka.